# پندی بهتیان
پندی بهتیان (به انگلیسی: Pindi Bhattian) یک شهر در پاکستان است که در ناحیه حافظ آباد واقع شده‌است. پندی بهتیان ۱۸۴ متر بالاتر از سطح دریا واقع شده‌است.